# 北美东部时区
北美东部时区（英語：North American Eastern Time Zone），或称美国东部时间（The Eastern Time Zone，ET），主要包括北美东海岸和南美西海岸，覆盖北美经济最发达、人口最密集的区域，它分为两个部分：
- 东部标准时间（Eastern Standard Time, EST）比协调世界时 (UTC) 晚5小时。
- 东部夏令时间（Eastern Daylight Time, EDT）在使用夏令时之时比协调世界时晚四个小时。

在3月的第二个星期天，美国东部时间凌晨2:00，时钟提前至美国东部时间凌晨3:00，留下一小时的间隙。在11月的第一个星期日（美国东部时间）凌晨 2:00，时钟会移回美国东部时间凌晨1:00，这会导致重复一个小时。同时，巴拿马和加勒比海的南部地区不实行夏令时。

## 使用国家和地区

### 北美

#### 加拿大
- 安大略省（雷灣以西地區除外，但包括阿蒂科肯）
- 魁北克省（北岸和玛德琳岛（法语：Îles de la Madeleine）除外）
- 努纳武特地区中东部

#### 美国
- 康涅狄格州
- 特拉华州
- 佐治亚州
- 缅因州
- 马里兰州
- 马萨诸塞州

| - 新罕布什尔州 - 新泽西州 - 纽约州 - 北卡罗来纳州 - 俄亥俄州 - 宾夕法尼亚州 | - 罗得岛州 - 南卡罗来纳州 - 佛蒙特州 - 弗吉尼亚州 - 西弗吉尼亚州 - 華盛頓特區 |

此外，以下州部份地區使用北美东部時間：
- 佛罗里达州（邻近亚拉巴马州的西部边境地区除外）
- 印第安纳州（埃文斯维尔除外）
- 肯塔基州（路易斯维尔以西地区除外）
- 密歇根州（戈吉比克县、艾恩县、迪金森县和梅诺米尼县除外）
- 田纳西州（东部三分之一地区）
- 亚拉巴马州东部城市（这些城市官方上应属于北美中部时区，但日常遵循东部时间）

#### 其他国家
- 巴拿马
- 牙买加

以上不設夏令時間，全年為UTC-5。
- 巴哈马群岛
- 古巴
- 海地

以上設有夏令時間。

### 南美
- 哥伦比亚
- 厄瓜多尔（科隆群岛除外）
- 秘鲁
- 巴西（阿克里州和亚马逊州部分地区）

以上不設夏令時間。